# Lina Meruane

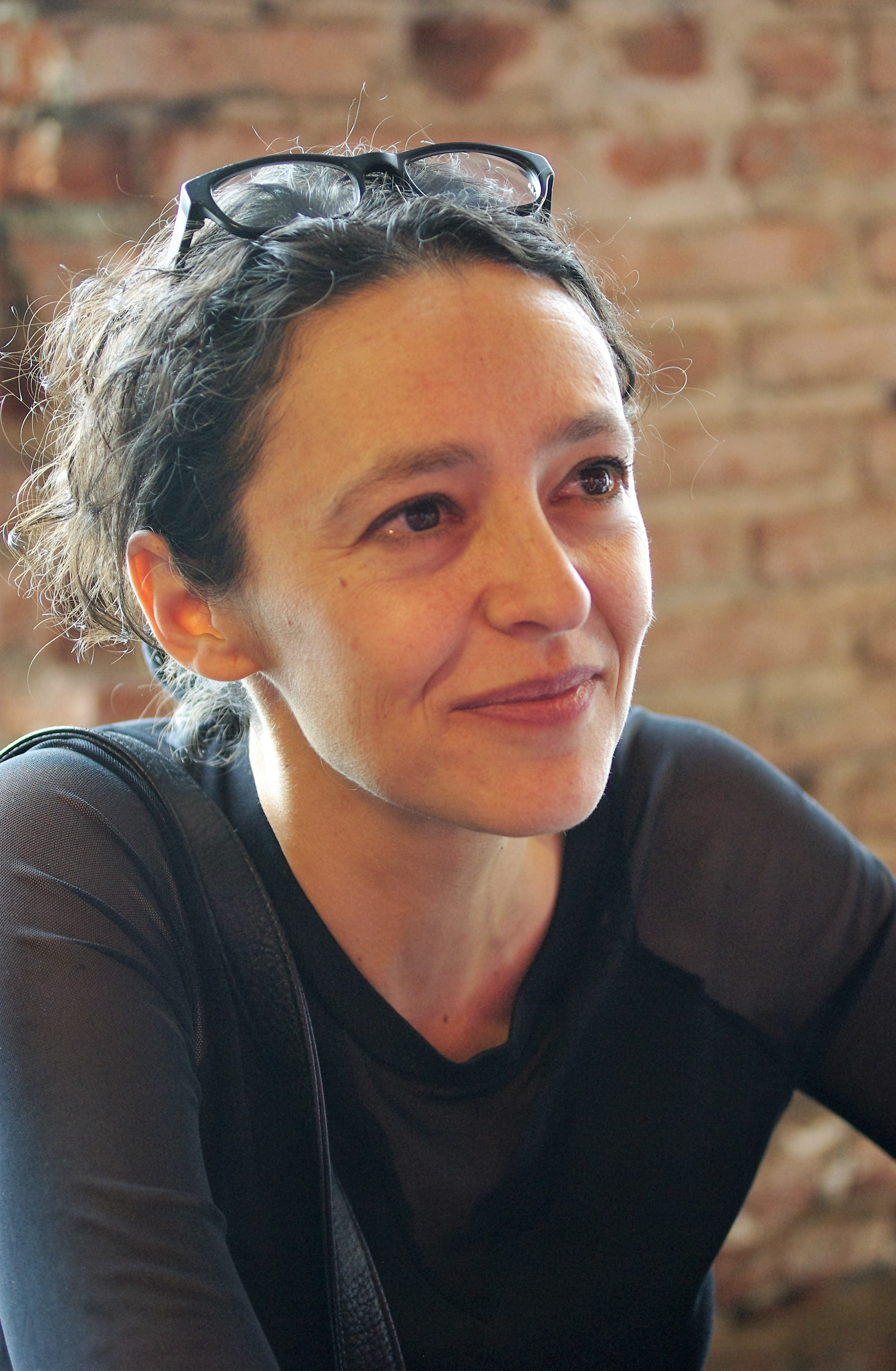
Lina Meruane (2016)

Lina Meruane Boza (geboren 1970 in Santiago de Chile) ist eine chilenische Schriftstellerin.

## Leben
Lina Meruane hat aus Palästina und aus Italien stammende Eltern, sowohl Vater wie Mutter sind Ärzte. Ihr Großvater Issa Marwani (* 1905) war etwa 1915 aus Bait Dschala im damaligen Osmanischen Reich ausgewandert, lebte in Toltén, wo die Familie eine Mühle und einen Laden betrieb, und wurde 1936 eingebürgert. Die Familie zog nach Santiago de Chile, bevor der Ort im Erdbeben von Valdivia 1960 zerstört wurde. In Santiago nahm sie Abstand von der palästinensischen Kolonie und stieg zur akademisch gebildeten Mittelschicht auf. Meruane ist die Nichte der Schauspielerin Nelly Meruane und des Komikers Ricardo Meruane.
Ab dem Jahr 2000 studierte sie an der New York University Lateinamerikanische Literatur und wurde promoviert. 2004 erhielt sie ein Schreibstipendium der John Simon Guggenheim Memorial Foundation und 2010 eines des National Endowment for the Arts. Sie unterrichtet Lateinamerikanische Studien an der New York University. Sie gründete und leitete in New York den unabhängigen Verlag Brutas Editoras.
Meruane debütierte 1998 mit dem Erzählband Las Infantas. Für ihr Werk erhielt sie 2011 an der Akademie der Künste  Berlin den Anna Seghers-Preis. Für ihren dritten Roman Sangre en el ojo erhielt sie 2012 bei der Feria Internacional del Libro de Guadalajara den Premio Sor Juana Inés de la Cruz. 2017 erhielt sie ein Stipendium beim Berliner Künstlerprogramm des DAAD. Für das Sommersemester 2022 wurde ihr eine einsemestrige Lehrtätigkeit im Rahmen der Samuel-Fischer-Gastprofessur für Literatur an der Freien Universität Berlin eingerichtet.

## Politische Einstellungen
Im Oktober 2024 gehörte Meruane zu den Unterzeichnern eines Aufrufs zum Boykott israelischer Kulturinstitutionen, „die an der überwältigenden Unterdrückung der Palästinenser mitschuldig sind oder diese stillschweigend beobachtet haben“.

## Werke (Auswahl)
- Las infantas. Erzählungen. Santiago: Planeta, 1998
- Póstuma. Santiago: Planeta, 2000
- Cercada. Cuarto Propio, Chile, 2000
- Fruta podrida. Roman. Santiago: Fondo de Cultura Económica, 2007
- Sangre en el ojo. Roman. Santiago: Mondadori, 2012
  - Rot vor Augen: Roman. Übersetzung Susanne Lange. Zürich; Hamburg: Arche, 2018
- Viajes virales: la crisis del contagio global en la escritura del sida. Essay. Santiago: Fondo de Cultura Económica, 2012
- Volverse Palestina. Literal Publishing, 2013
- Volverse Palestina/Volvernos otros. Literatura Random House, Chile, 2014
  - Heimkehr ins Unbekannte. Unterwegs nach Palästina. Übersetzung Susanne Lange. Berlin: Berenberg, 2020
- Contra los hijos. Essay. Tumbona, México 2014
- Sistema Nervioso, Penguin Random House, Chile & Spain, 2019.
  - Nervensystem. Übersetzung Susanne Lange. AKI-Verlag, Zürich 2023. ISBN 978-3-311-35006-4.